# رولاند كاسترو
رولاند كاسترو (بالفرنسية: Roland Castro)‏ هو مهندس معماري وسياسي فرنسي، ولد في 16 أكتوبر 1940 في ليموج في فرنسا. حزبياً، نشط في الحزب الاشتراكي والحزب الشيوعي الفرنسي.